# Shen Yixiu
Pour les articles homonymes, voir Shen.
Dans ce nom, le nom de famille, Shen, précède le nom personnel.
Shen Yixiu (chinois 沈宜修 ; pinyin Shén Yíxiū), née en 1590, morte en 1635, est une femme de lettres chinoise.
Zi : Wanjun.

## Biographie

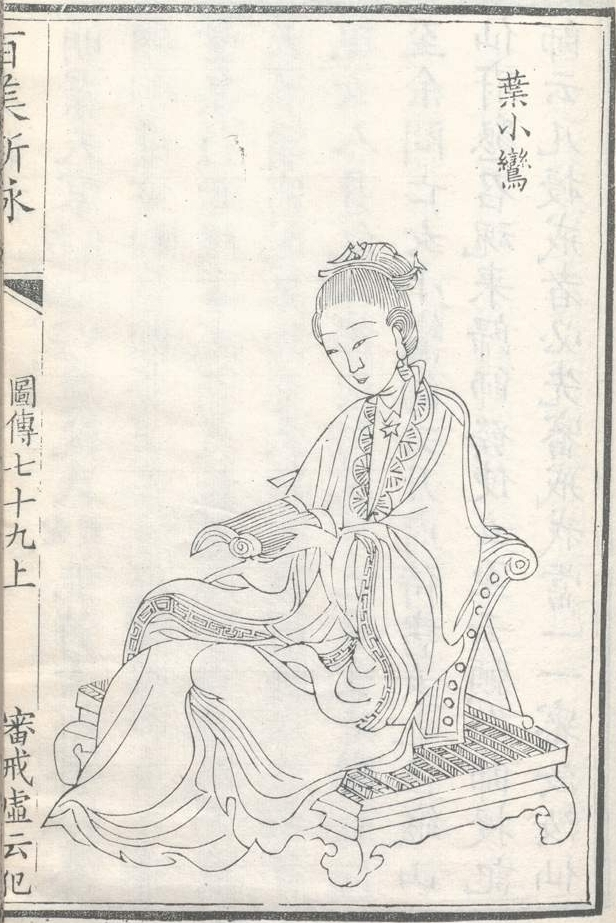
Portrait de Ye Xiaoluan, l'une des filles de Shen Yixiu. Yan Jiantang, Baimei xinyong, 1804.

Née dans une famille de lettrés, Shen Yixiu est mariée à Ye Shaoyuan (zh) (1589-1649), dont elle a trois filles et cinq fils. De ses trois filles, deux, Ye Wanwan (1610-1633) et Ye Xiaoluan (1616-1632), sont connues comme poétesse, et la troisième, Ye Xiaowan, comme dramaturge. La poésie de Shen Yixiu est fortement marquée par la mort en pleine jeunesse de ses deux filles Wanwan et Xiaoluan. En plus de l'écriture de ses poèmes, Shen a aussi édité une anthologie de littérature féminine, le Yiren si.
Les femmes qui auparavant pouvaient rivaliser avec les hommes dans le domaine de la culture étaient généralement des courtisanes. Un changement de mentalité au XVIIIe siècle conduit les femmes de l'élite à devenir elles aussi écrivains, poétesses ou peintres, accompagnant leurs époux dans ce domaine. Shen Yixiu est l'une de ces femmes, et la première à devenir éditrice.
Shen Yixiu et ses trois filles forment un groupe littéraire unique en Chine.

## Yiren si
Son anthologie de littérature féminine, le Yiren si (伊人思), est incluse dans le Wumentang ji (1632-1636), œuvre de son époux Ye Shaoyuan. Elle paraît donc un an après la mort Shen Yixiu. Le but de Shen, après la mort de ses deux filles (en 1632 et 1633), est de faire entendre des voix féminines contemporaines, qui autrement risqueraient de tomber dans l'oubli. Le titre signifie « Dans l'attente de quelqu'un qui est au loin » ou « Pensées de quelqu'un qui est au loin ».
À partir des années 1550 la littérature féminine connaît une vogue qui se manifeste sous la forme d'anthologies, publiés par des hommes. Le Yiren si (1636) est la première anthologie composée par une femme. Parue après la mort de Shen, il est possible qu'elle soit inachevée. Par rapport aux anthologies publiées auparavant par des hommes, le Yiren si a la particularité de ne publier que des contemporaines. S'adressant à des femmes du même milieu social que Shen Yixiu, celui des femmes lettrées de l'élite, il ne comporte aucun texte de courtisane ni à caractère érotique. L'ouvrage est divisé en quatre parties auxquelles s'ajoutent deux annexes. Une première partie contient des œuvres déjà publiées (dix-huit auteures), une deuxième des œuvres manuscrites non publiées (sept auteures, plus deux noms cités sans textes correspondant), une troisièmes des œuvres que Shen Yixiu a obtenu par ses relations (six auteures), et une quatrième des œuvres provenant de divers recueils (biji (en)). Les deux annexes contiennent des œuvres obtenues par le moyen de séances de spiritisme (deux autres auteures) et enfin l'œuvre poétique de Shen Yixiu elle-même. L'ensemble contient deux cent quarante-et-un poèmes (shi, ci), fu et textes en prose de quarante-sept femmes écrivains.
Parmi les auteures retenues se trouvent Fang Weiyi, poétesse qui a elle-même composé deux anthologies ; Tian Yuyan, la fille de Tian Yiheng, lui-même auteur d'une anthologie de poésie féminine (1557) ; des membres de sa famille ou des connaissances, comme Wu Shan (vers 1610-vers 1671), une poétesse déjà reconnue à cette époque. D'autres auteures sont choisies car leur vie ressemble à celle de Shen Yixiu et de sa famille : mères ayant perdu leurs filles et jeunes filles mortes en pleine jeunesse.

## Traduction
- (en) Kang-i Sun Chang (dir.) et Haun Saussy (dir.), Women Writers of Traditional China: An Anthology of Poetry and Criticism, Stanford University Press, 1999, p. 266-278 et p. 682-686.